# Straßenbahn Szeged

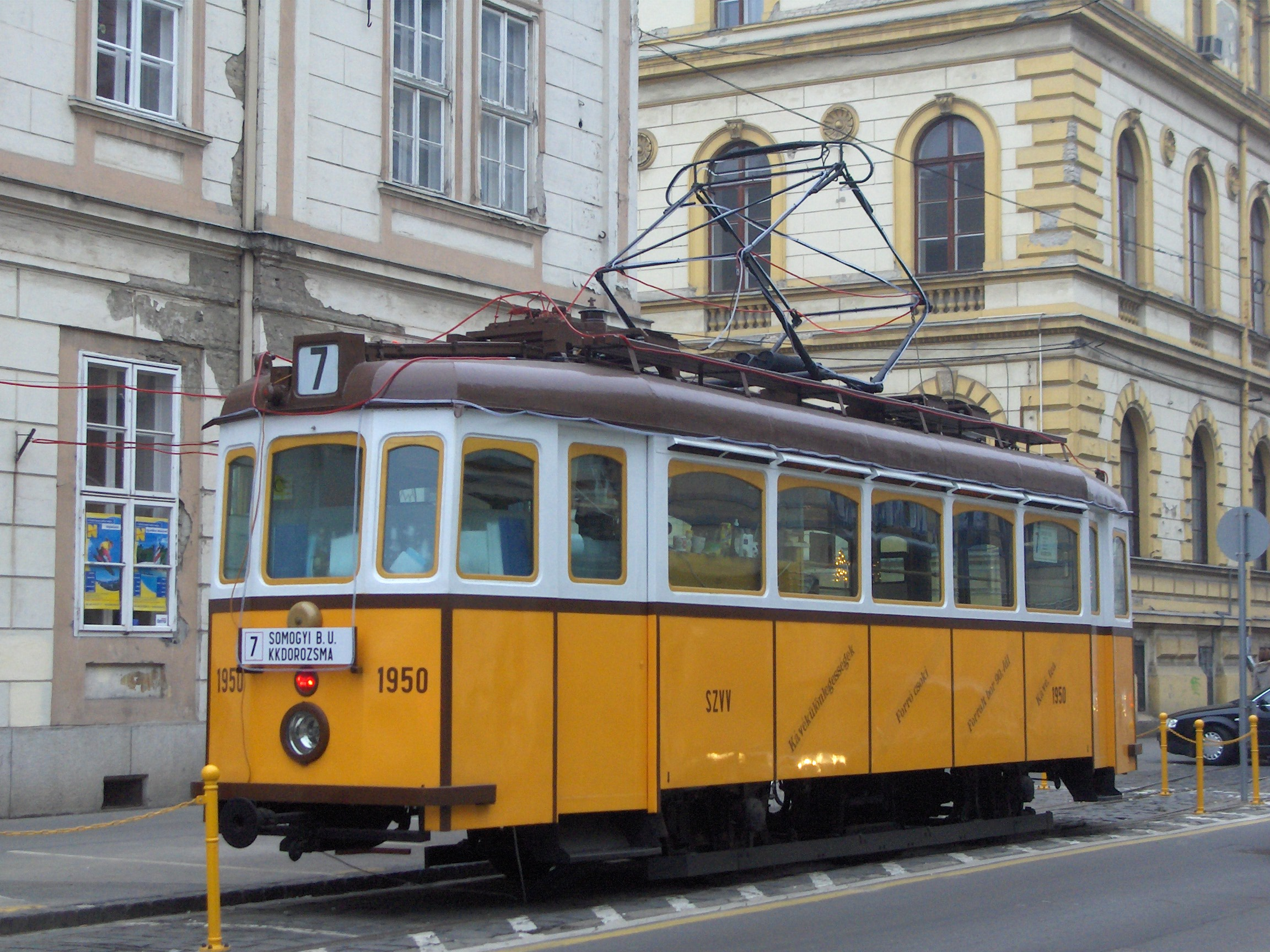
Museumswagen

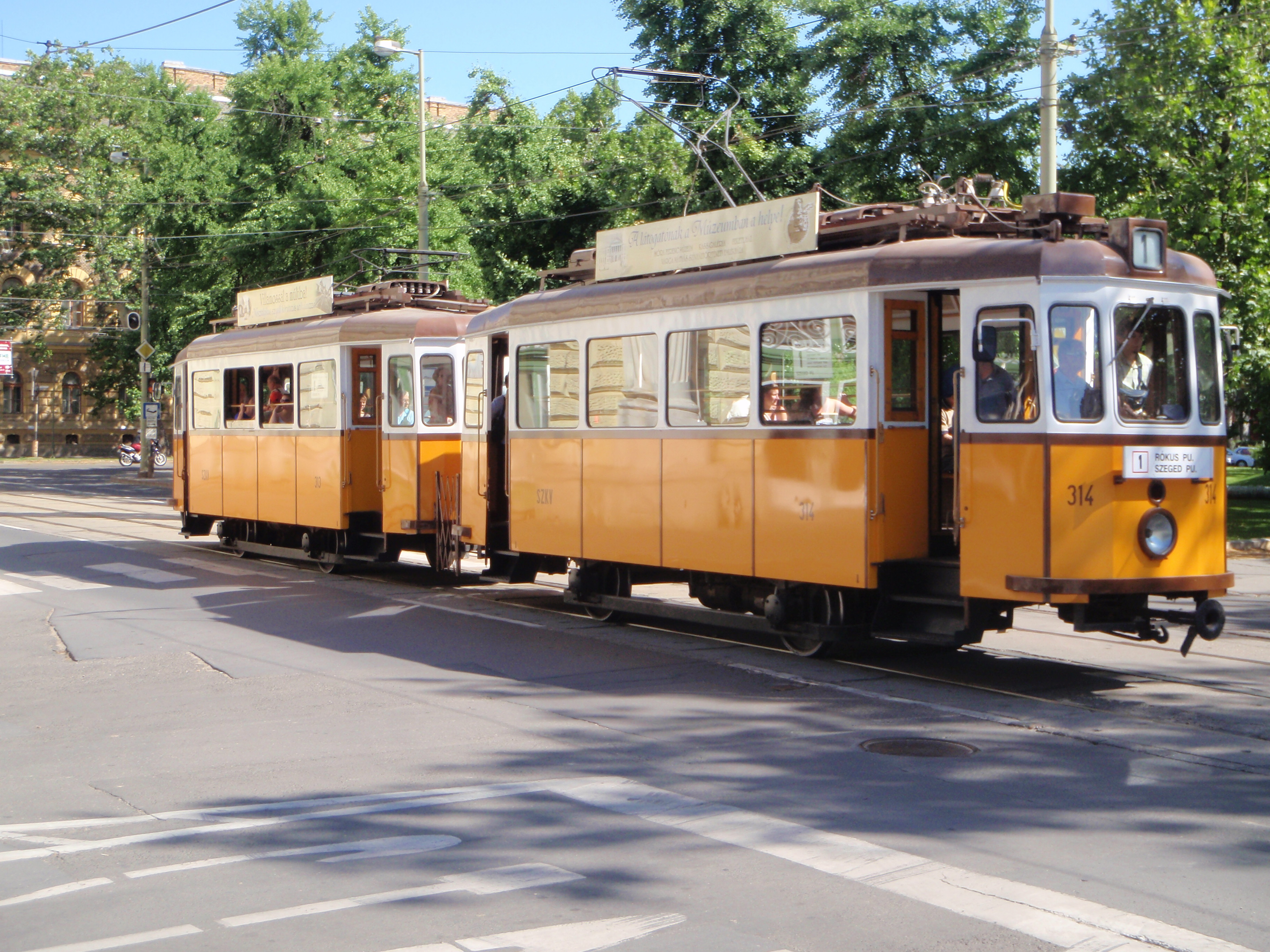
Nostalgiezug aus Zwillingstriebwagen 313 und 314 auf der Linie 1 im Jahr 2008

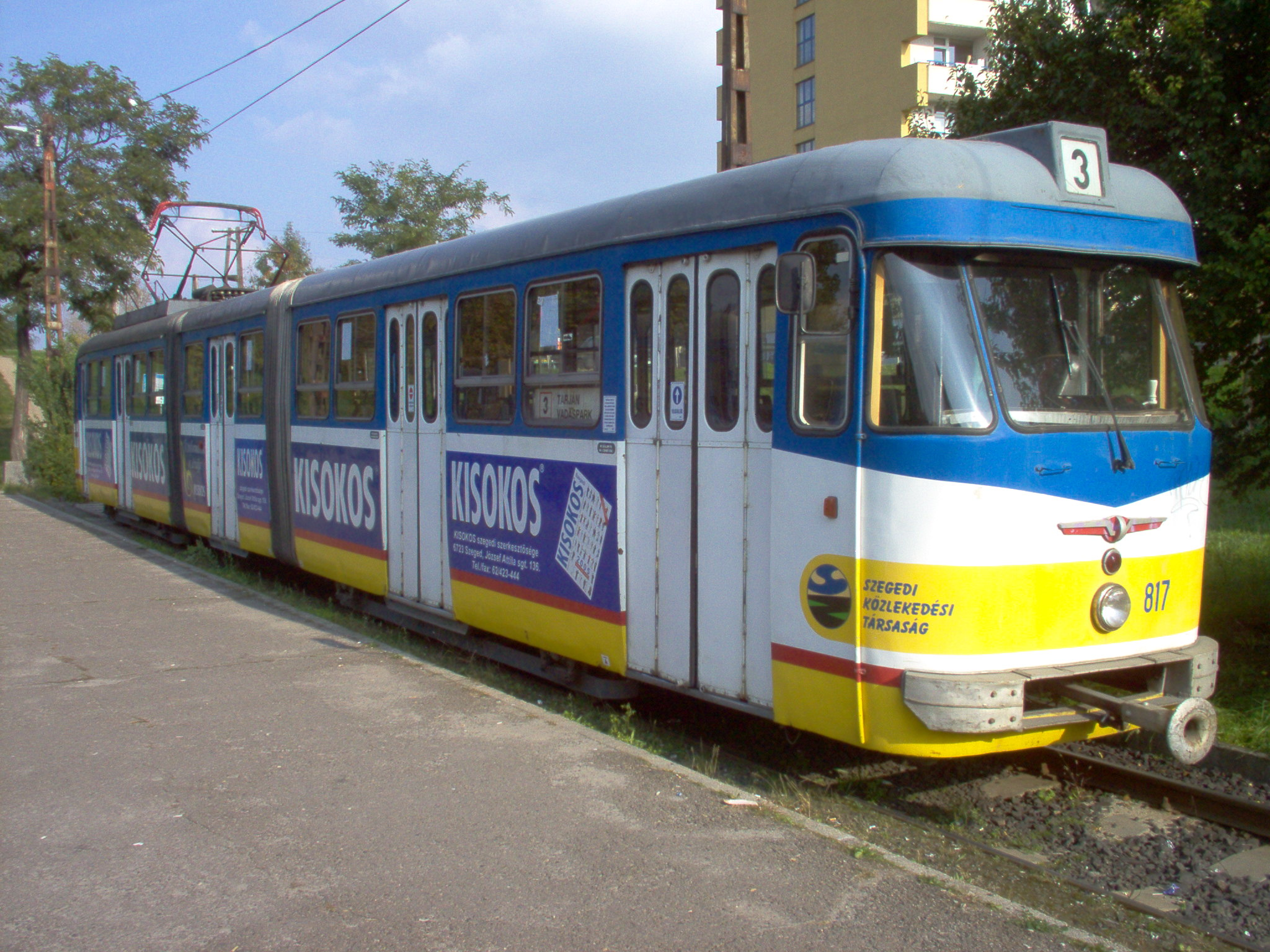
„Bengali“-Gelenktriebwagen FVV CSM-4 im Jahr 2005, Einsatz von 1973 bis 2011

Die Straßenbahn Szeged ist das zweitgrößte Straßenbahnnetz in Ungarn und wird von den Verkehrsunternehmen Szegedi Közlekedési Kft. (SZKT) und MÁV-START Zrt. (MÁV) betrieben. Im Jahr 2012 befuhr die Straßenbahn Szeged vier Linien mit einer gesamten Linienlänge von 23,2 Kilometern (Stadtnetz) und einer Spurweite von 1435 Millimetern. Nach längerer Stagnation wurde das Streckenennetz seit dem Jahr 2000 vollständig erneuert und am 2. März 2012 eine Neubaustrecke eingeweiht. Seit dem 29. November 2021 besteht auch eine Tram-Train-Strecke in die Nachbarstadt Hódmezővásárhely.

## Geschichte
Am 1. März 1857 begann in Szeged der Pferdeomnibus-Verkehr, der den Bahnhof mit der Stadtmitte und einigen wichtigen Gasthöfen der Stadt verband. Nachdem die Stadt im Jahr 1879 durch ein katastrophales Hochwasser fast völlig zerstört worden war, wurde sie mit internationaler Hilfe neu wieder aufgebaut. Dann aber wuchs der Bedarf nach öffentlichen Verkehrsmitteln und die erste Pferdebahn-Strecke wurde gebaut. Im Jahr 1881 wurde die Konzession für die Pferdestraßenbahn erteilt und drei Jahre später, am 1. Juli 1884 wurde der Personenverkehr mit Pferdebahnen und gleichzeitig der Güterverkehr mit Dampflokomotiven aufgenommen. Im ersten vollen Betriebsjahr (1885) wurden über 300 000 Fahrgäste befördert. Die Güterzüge wurden von Lokomotiven der Lokomotivfabrik Krauss & Comp. mit einer Leistung von 60 Pferdestärken gezogen. Zur Jahrhundertwende kam die Pferdebahn an ihre Kapazitätsgrenzen. Deshalb wurde im Jahr 1899 ein Plan für die Elektrifizierung des Straßenbahnnetzes vorgelegt, der aber erst im Jahr 1907 genehmigt wurde. Die erste elektrische Straßenbahn verkehrte in Szeged am 1. Oktober 1908 und verband den Bahnhof Szeged über das Stadtzentrum mit dem Bahnhof Rókus.
Nach dem Ersten Weltkrieg musste aufgrund der jugoslawischen Besatzung der Linienverkehr in den Stadtteil Újszeged (Neu-Szegedin) eingestellt werden, konnte aber später wieder aufgenommen werden. Wegen der Rezession gingen nach 1920 die Fahrgastzahlen zurück. Einige Linien wurden eingestellt und der Fahrplan wurde ausgedünnt. Außerdem mussten aus Geldmangel zwei Fahrzeuge nach Miskolc (1924) und Novi Sad (1926) verkauft werden.
Den Zweiten Weltkrieg überstand das Netz praktisch unbeschadet, auch wenn in den letzten Kriegstagen der Verkehr eingestellt werden musste. Bereits am 19. Oktober 1944 konnte der Verkehr auf der Hauptstrecke wieder aufgenommen werden. Der Güterverkehr auf den Straßenbahnstrecken nahm ab den 1950er Jahren ab und wurde im Jahr 1971 ganz eingestellt.
In den 1960er Jahren empfahl das ungarische Ministerium für Verkehr und Postwesen die Abschaffung des Straßenbahnverkehrs im Land. Stattdessen sollte der öffentliche Verkehr auf Busse umgestellt werden, die in Ungarn selbst produziert wurden. Stillgelegt wurden in dieser Zeit die Straßenbahnnetze in Nyíregyháza, Pécs und Szombathely. Diese Entscheidung wurde erst nach der Ölkrise revidiert. Nach 1974 wurden keine weiteren Straßenbahnstrecken stillgelegt, stattdessen verkehrten in Szeged ab dem 29. April 1979 die ersten Oberleitungsbusse. Durch den Aufbau und die Erweiterung des Oberleitungsbusnetzes wurden sämtliche Mittel der Verkehrsgesellschaft SZKT gebunden, so dass der Straßenbahn-Betriebszweig bis zum Jahr 1996 vernachlässigt wurde.
Die Erneuerung des Wagenparks der Straßenbahn begann damit, dass zunächst beim tschechischen Hersteller ČKD Tatra drei Triebwagen des Typs T6A2H bestellt wurden. Sie wurden ab 1997 in Dienst gestellt. 1998 wurde der Wagenpark um weitere zehn Triebwagen dieses Typs aufgestockt. Die neuen Tatra-Straßenbahn-Wagen lösten die auf der Linie 1 seit drei Jahrzehnten fahrenden FVV-Gelenkwagen ab.
Gleichzeitig mit dem Bau des Einkaufszentrums Szeged Plaza wurde die Endstelle der Linie 1 am Bahnhof Szeged-Rókus modernisiert und eine neue Endstelle direkt vor dem Haupteingang des Einkaufszentrums gebaut. Diese wurde im Jahr 2000 in Betrieb genommen.
Da die Fahrgastzahlen der Straßenbahn stiegen, der Takt verdichtet wurde und die alten FVV-Wagen (genannt Béngali) abgestellt werden sollten, kamen ab dem Jahr 2005 schrittweise gebrauchte Potsdamer und Cottbusser Triebwagen des Typs Tatra KT4D nach Szeged, dazu noch sechs Beiwagen B6A2D aus Rostock, die zu geführten Triebwagen ohne Führerstand umgebaut wurden und mit den T6A2H Traktionen bilden.
Im Jahr 2009 begann der Bau der neuen Straßenbahnlinie 2, für die Niederflurwagen vom polnischen Hersteller PESA angeschafft werden. Am 29. Januar 2012 traf der erste Wagen des Typs PESA 120Nb in Szeged ein, am 2. März 2012 wurde die neue Linie 2 offiziell eröffnet.
Der Tram-train zwischen Szeged und Hódmezővásárhely nahm 2021 den Betrieb auf.

## Linien
| Linie    | Linienweg                                 | Länge  | Halte | Fahrzeit | Fahrzeuge                    |
| -------- | ----------------------------------------- | ------ | ----- | -------- | ---------------------------- |
| 1 (SZKT) | Bahnhof Szeged – Szeged Pláza             | 4,4 km | 14    | 20 min   | KT4D, T6A2, B6A2, PESA 120Nb |
| 1 (MÁV)  | Bahnhof Szeged – Bahnhof Hódmezővásárhely | 30 km  | 20    | 51 min   | Stadler Citylink             |
| 2        | Bahnhof Szeged – Európa Liget             | 4,8 km | 16    | 24 min   | PESA 120Nb                   |
| 3        | Tarján – Vadaspark                        | 5,9 km | 16    | 24 min   | Tatra KT4D, T6A2, B6A2       |
| 3F       | Tarján – Fonógyári út                     | 7,8 km | 20    | 30 min   | KT4D, T6A2                   |
| 4        | Tarján – Kecskés                          | 6,2 km | 17    | 24 min   | KT4D, T6A2, B6A2             |

| Linie 1 (SZKT) | Linie 1 (MÁV) | Linie 2 | Linie 3 / 3F | Linie 4 |
| --- | --- | --- | --- | --- |
| - Szeged pályaudvar - ↑ Bem utca - ↓ Galamb utca - Bécsi körút - Aradi vértanúk tere - Somogyi utca - Széchenyi tér - Anna-kút - Rókusi templom - Tavasz utca - Damjanich utca - Vásárhelyi Pál út - Szilánk - Rókus vasútállomás - Szeged Pláza | - Szeged pályaudvar - ↑ Bem utca - ↓ Galamb utca - Bécsi körút - Aradi vértanúk tere - Somogyi utca - Széchenyi tér - Anna-kút - Rókusi templom - Tavasz utca - Damjanich utca - Vásárhelyi Pál út - Szilánk - Rókus vasútállomás - Algyő - Hódmezővásárhely, Népkért vá. - Hódmezővásárhely, Strandfürdő - Hódmezővásárhely, Hősök tere - Hódmezővásárhely, Kossuth tér - Hódmezővásárhely, Kálvin János tér - Hódmezővásárhely, vasútállomás | - Szeged pályaudvar - ↑ Bem utca - ↓ Galamb utca - Bécsi körút - Aradi vértanúk tere - Somogyi utca - Széchenyi tér - Anna-kút - Rókusi templom - Tavasz utca - Damjanich utca - Vásárhelyi Pál út - Szatymazi utca - Rókusi Víztorony - Rókusi II. számú Általános Iskola - Vértó - Európa Liget | - Tarján 3 3F - Budapesti körút - Deák Ferenc Gimnázium - Rózsa utca - Kecskeméti utca - Brüsszeli körút - Szent György tér - Novotel Hotel - Anna-kút - Centrum Áruház - Dugonics tér - Londoni körút - Veresács utca - Kálvária tér - II. Kórház - Vadaspark 3 - Belvárosi temető - Belvárosi temető II. kapu - Kereskedő köz - Fonógyári út 3F | - Tarján - Budapesti körút - Deák Ferenc Gimnázium - Rózsa utca - Kecskeméti utca - Brüsszeli körút - Szent György tér - Novotel Hotel - Anna-kút - Centrum Áruház - Dugonics tér - Vitéz utca - Szivárvány kitérő - Vám tér - Szabadkai út - Szalámigyár - Kecskés |

### Linie 1 (SZKT): Szeged pályaudvar – Szeged Pláza
Diese Linie folgt nahezu der gleichen Strecke wie die erste in Szeged eröffnete Pferdebahnlinie. Sie verbindet das Stadtzentrum in der Unterstadt mit den nördlichen Stadtteilen. Die Innenstadt durchquerte sie seit der Eröffnung als Pferdebahn am 1. Juli 1884 über die Kárász utca. Am 1. Oktober 1908 wurde der elektrische Betrieb aufgenommen. Im Jahr 1927 wurde ihre Streckenführung in der Innenstadt geändert: Seitdem verkehrt sie etwas näher an der Theiß über die Straßen Kelemen László utca und Zrínyi utca. Im Jahr 1943 erhielt sie die Liniennummer 1. Von 1974 bis 1976 wurden die Gleise in der Großverbundplatten-Bauweise erneuert. Diese Oberbauform war den Belastungen des Betriebsalltags jedoch nicht gewachsen. Eingesetzt wurde diese Bauweise zwischen den Haltestellen Vásárhelyi Pál utca und Anna-kút sowie zwischen Széchenyi tér und Bem utca.
Seit Mitte der 1990er Jahre wurde diese Linie abschnittsweise erneuert. Zuerst wurde im Jahr 2000 der Vorplatz des Bahnhof Rókus neu gestaltet, nachdem dort ein Einkaufszentrum gebaut worden war. Im Jahr 2008 wurde die Haltestelle Anna-kút und der zugehörige Kreuzungsbereich vollständig erneuert. In diesem Zeitraum wurden auch die Abschnitte auf dem Széchenyi tér und der Gőz utca renoviert. Vom Sommer 2009 bis zum 9. Mai 2010 wurde der Umbau der Abschnitte Bahnhof Rókus – Anna-kút und Szeged Bahnhof – Aradi vértanúk tere durchgeführt. Am 11. Juni 2010 begann der Umbau des Abschnitts Anna-kút – Aradi vértanúk tere. Am 15. Dezember 2011 konnte der Betrieb auf der völlig erneuerten Strecke der Linie 1 wieder aufgenommen werden. Die Strecke der Linie 1 ist vollständig zweigleisig ausgebaut.
Nach der Eröffnung der weitgehend parallel verlaufenden Linie 2 verkehrte die Linie 1 in der Hauptverkehrszeit alle 15 Minuten, während der Schulzeit in der Nebenverkehrszeit alle 20 Minuten. Dieser Fahrtenhäufigkeit wurde immer weiter ausgedünnt, 2020 verkehrten die Wagen der Linie 1 nur noch im Stundentakt. Die wenigen verbliebenen Fahrten werden Richtung Bahnhof Rókus seit 2023 mit der Linienbezeichnung 1A gekennzeichnet.

### Linie 1 (MÁV): Szeged pályaudvar – Hódmezővásárhely
Am 29. November 2021 wurde die Tram-train-Linie 1 zwischen Szeged und Hódmezővásárhely eröffnet. Diese wird von der ungarischen Staatsbahn MÁV betrieben und ist zwischen den Bahnhöfen Szeged und Szeged-Rókus identisch mit der Linie 1 der SZKT. In Rókus wechseln die Züge auf die nicht elektrifizierte Bahnstrecke Szeged–Békescsaba. Diese wird über Algyő bis zum Bahnhof Hódmezővásárhely-Népkért genutzt. Zwischen diesem und dem Bahnhof Hódmezővásárhely wurde eine neue, wie das Stadtnetz mit 600 V elektrifizierte Straßenbahnstrecke durch das Zentrum von Hódmezővásárhely mit vier Haltestellen errichtet.
Zu Beginn des Probebetriebs verkehrten die Züge der Tram-train-Linie 1 stündlich. Ab Januar 2022 soll der Fahrplan auf einen 20-Minuten-Takt in der Hauptverkehrszeit und sonst auf einen 30-Minuten-Takt verdichtet werden sowie die Fahrzeit zwischen den beiden Städten auf 30 bis 35 Minuten verringert werden. Der endgültige Fahrplan ab März 2022 sieht einen 10-Minuten-Takt in der Hauptverkehrszeit vor. Zwischen dem 29. November 2021 und dem 15. April 2022 war die Fahrt mit den Zügen kostenfrei.
Die Kosten des Projekts beliefen sich auf 80 Milliarden Forint, davon knapp 17 Milliarden Forint für die Fahrzeuge des Typs Stadler Citylink (siehe unten).

### Linie 2: Szeged pályaudvar – Európa Liget

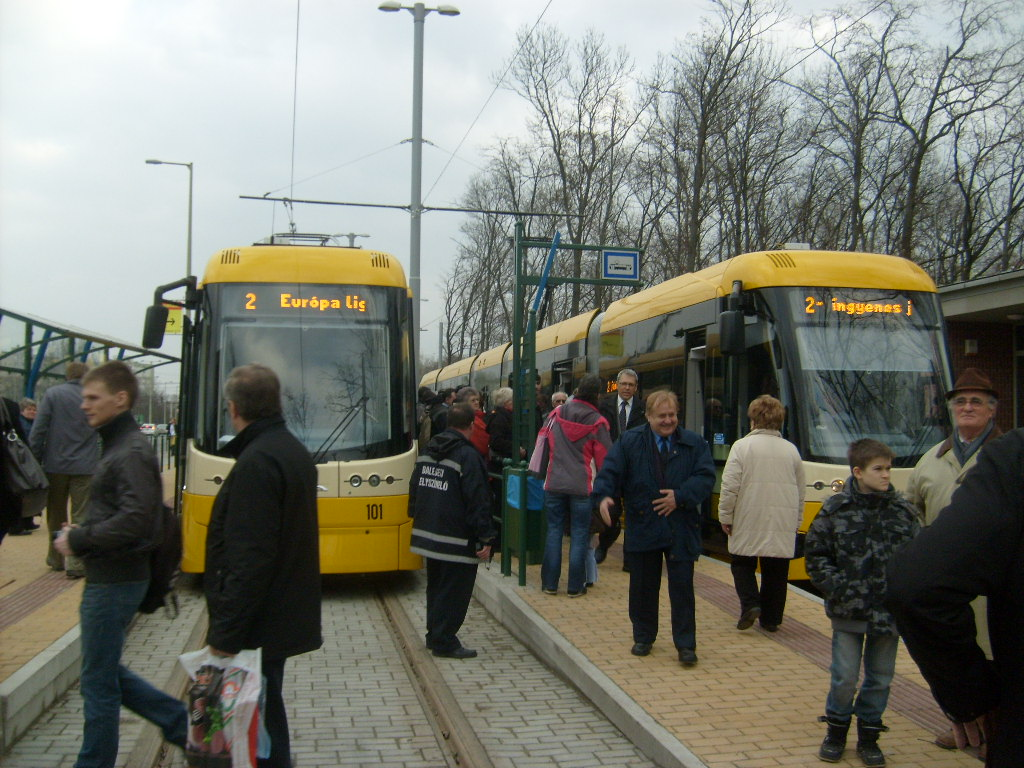
Endhaltestelle Európa Liget der Linie 2

In der Geschichte der Straßenbahn Szeged existierte eine Linie 2 bereits zweimal. Sie wurde am 7. Mai 1927 eröffnet und erhielt im Jahr 1943 die Liniennummer 2. Ihr Verlauf war: Mérey utca, Margit utca (heute: Gutenberg utca), Dugonics tér, Vitéz utca, Szivárvány kitérő, Vám tér, Vágóhíd (Schlachthof). Im Jahr 1953 wurde sie um 350 Meter bis zur Endstelle Kecskes verlängert. Mit der Linienreform 1972 wurde die Strecke nach Kecskes von der Linie 4 übernommen. Danach verkehrte die Linie 2 zwischen der Straße Etelka sor entlang dem Felső Tisza part über das Radnóti-gimnázium zum Anna-kút. Am 28. Februar 1977 wurde die Linie 2 entlang der Uferstraße wegen des Baus der Bertalan híd (Bartholomäus-Brücke) stillgelegt.
Der Grund für den Bau der neuen Straßenbahnstrecke liegt in den aus den 1970er und 1980er Jahren stammenden Plattenbau-Siedlungen in Norden Szegeds. Diese wurden ursprünglich mit Oberleitungsbus- und Buslinien an die Stadt angebunden. In den 1990er Jahren wurde der Verkehr auf dem Rókusi körút wegen der neuen Einkaufszentren und dem Anstieg des KfZ-Verkehrs auch aus Rumänien zunehmend zähflüssig. Damit standen aber auch die Busse, die das Gebiet bedienten, im Stau. Die neue 1,9 Kilometer lange Straßenbahnstrecke ermöglicht eine leistungsfähige und zuverlässige Anbindung des Gebietes an die Innenstadt und den Hauptbahnhof. Sie zweigt an der Haltestelle Vásárhelyi Pál út von der Linie 1 ab und verläuft zunächst auf eigenem Gleiskörper in der Mitte des Rókusi körút. Auf der Höhe der Rókusi II. számú Általános Iskola wechseln die Gleise auf die Nordseite der Straße und enden an der Kreuzung mit der Csongrádi sugárút in einer zweigleisigen Wendeschleife. Der gesamte Gleiskörper ist zweigleisig und als Rasengleis ausgeführt.
Der Gleisbau für die neue Linie 2 begann im Jahr 2009. Ursprünglich war die Fertigstellung für Mitte 2010 geplant. Schließlich konnte die neue Strecke am 2. März 2012 eröffnet werden.
Die Linie 2 verkehrt in der Hauptverkehrszeit alle 7½ Minuten, während der Schulzeit in der Nebenverkehrszeit alle 8/12 Minuten. Während der Schulferien tagsüber sowie samstags und sonntags beträgt der Takt 15 Minuten, lediglich in den frühen Morgenstunden sowie den späten Abendstunden verkehrt sie alle 20 Minuten.

### Linie 3 (3F): Tarján – Vadaspark (– Fonógyári út)

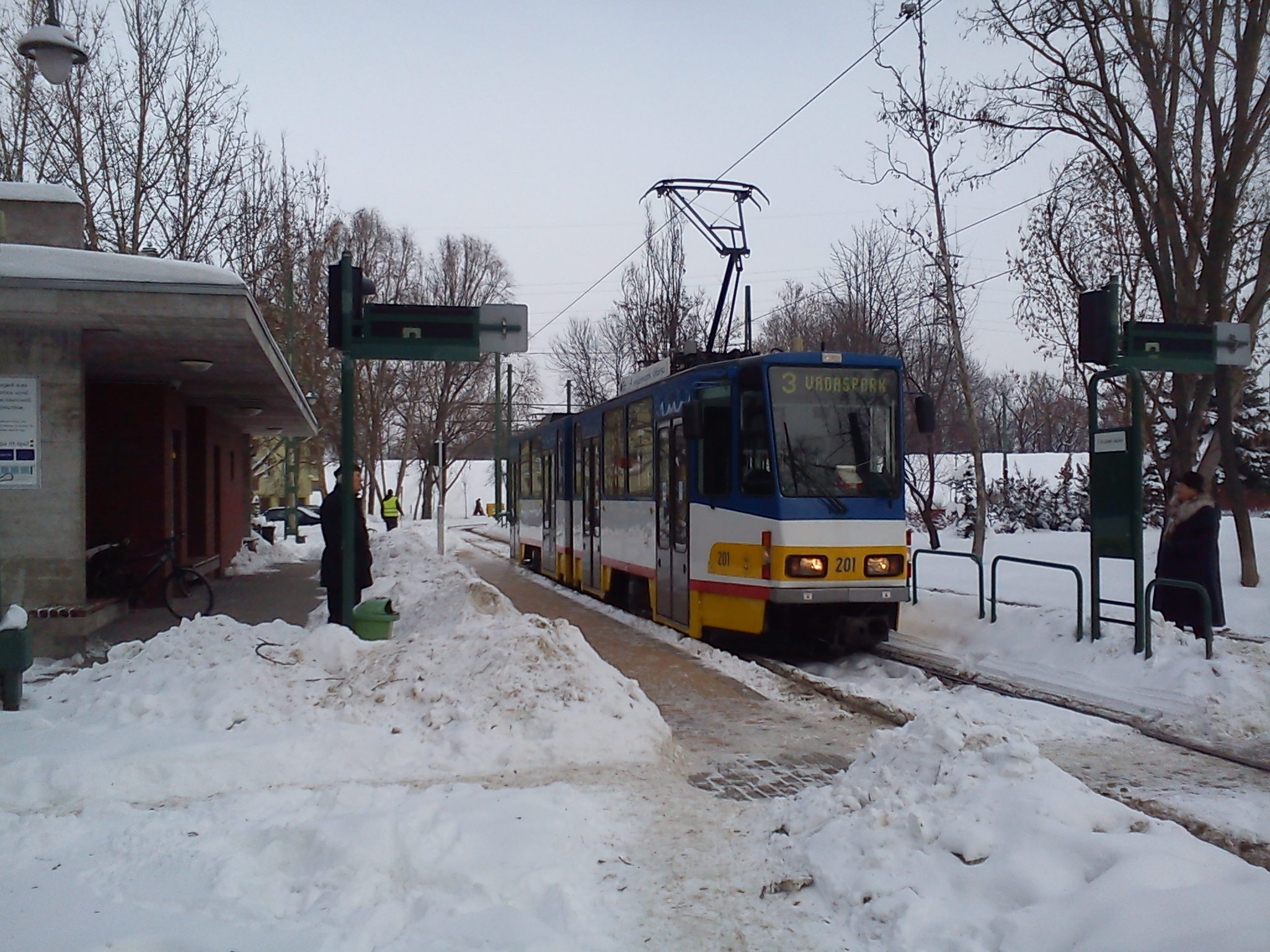
Endhaltestelle Tarján der Linien 3 und 4.

Diese Linie beginnt an der Haltestelle Tarján und verläuft entlang der József Attila sugárút ins Stadtzentrum, kreuzt an der Haltestelle Anna-kut die Linien 1 und 2, weist einen Halt in der Nähe der Kárász utcá (Fußgängerzone) auf und verlässt die Innenstadt in westlicher Richtung entlang der Kálvária sugárút. An der Haltestelle Vadaspark enden die mit 3 bezeichneten Fahrten an einem Gleisdreieck, während die mit 3F bezeichneten Fahrten weiter entlang der Kálvária sugárút verkehren und nach niveaugleicher Kreuzung der Eisenbahnstrecke Szeged – Békéscsaba nach Norden in die Fonógyári út einbiegen und kurz vor der Dorozsmai út an einem Gleisdreieck enden. Der nordöstliche Streckenast Tarján – Dugonics tér ist zweigleisig, während die restliche Strecke bis Fonógyári út eingleisig ist. Ausweichen befinden sich auf diesem Abschnitt an den Haltestellen II. Kórház, Vadaspark und Belvárosi temető.
Auf dem Abschnitt Tarján – Vadaspark verkehren die Wagen der Linien 3F und 3 montags bis freitags in der Hauptverkehrszeit an Schultagen 10-Minuten-Takt, in der Nebenverkehrszeit und während der Schulferien montags bis freitags alle 12 Minuten, frühmorgens und nach 18 Uhr sowie samstags, sonntags und an Feiertagen beträgt der Takt 20 Minuten.
Auf dem Abschnitt Vadaspark – Fonógyári út verkehren die mit 3F bezeichneten Fahrten während der Hauptverkehrszeit an Schultagen sowie samstags, sonn- und feiertags zwischen 8 und 18 Uhr alle 20 Minuten. Während der Nebenverkehrszeit und in den Schulferien montags bis freitags besteht ein 24-Minuten-Takt. Der Betrieb beginnt montags bis freitags auf diesem Abschnitt um 6:30 Uhr, endet aber wie am Wochenende um 18 Uhr.

### Linie 4: Tarján – Kecskés

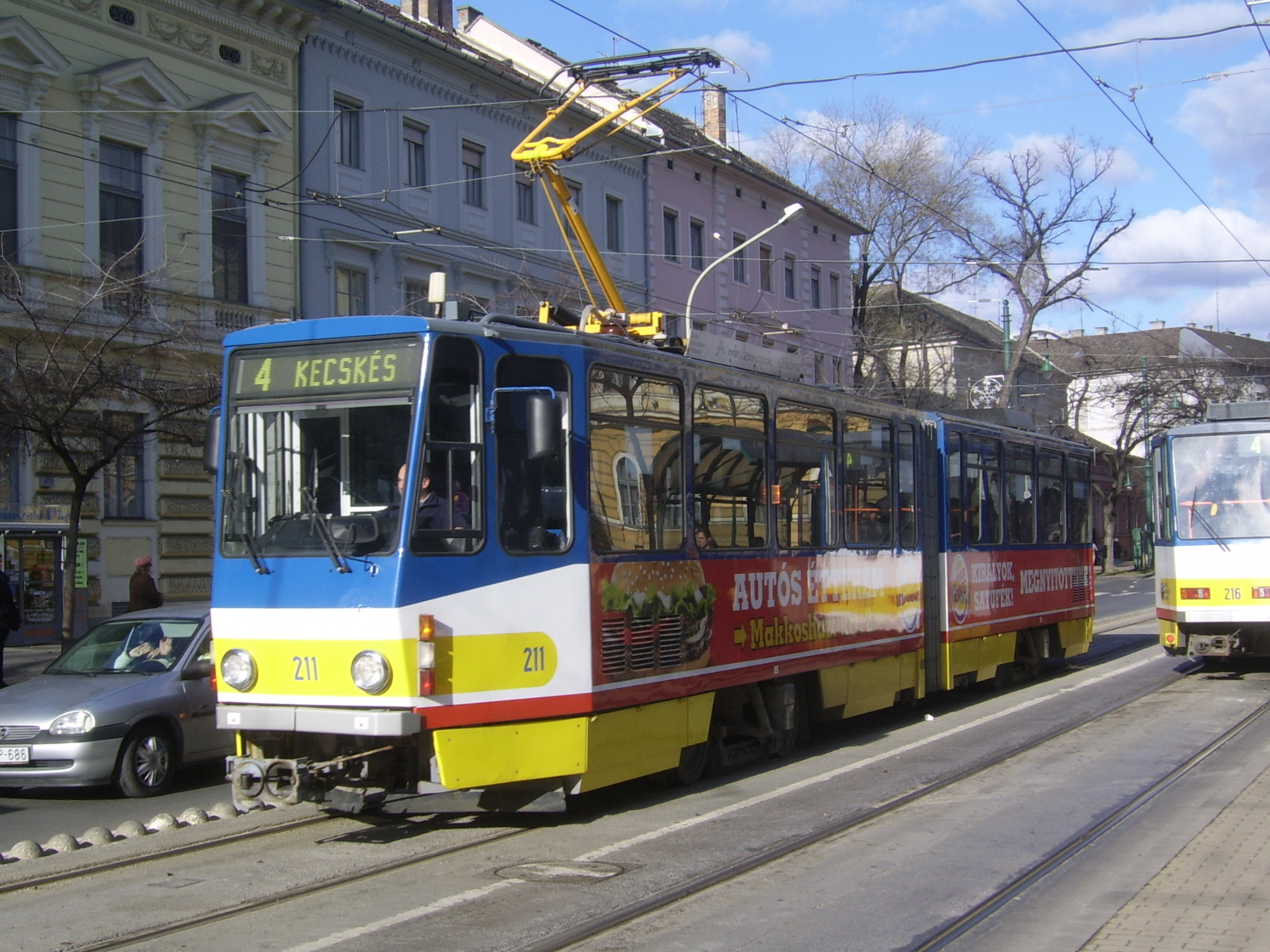
Linie 4 an der Haltestelle Dugonics tér

Diese Linie beginnt an der Haltestelle Tarján und verläuft auf derselben Strecke wie die Linie 3 in die Innenstadt, wo an der Haltestelle Anna-kut eine Umsteigemöglichkeit zu den Linien 1 und 2 besteht. An der Haltestelle Dugonics tér zweigt sie von der Linie 3 ab und verläuft in südwestlicher Richtung eingleisig entlang der Petőfi Sándor sugárút und der Szabadkai út bis zur Endstelle Kecskés, an der sich ein Wendedreieck befindet. Ausweichen gibt es an den Haltestellen Szivárvány kitérő und Vám tér.
Am 5. November 1908 wurde diese Linie von Gedó mulató (heute: Deák Ferenc Gimnázium) über Széchenyi ter nach Közvágóhíd (heute: Szalámigyár) eröffnet. 1941 wurde sie nach Fodor verlängert. 1943 wurde die Linie geteilt in die Linien 2 (Somogyi – Vágóhíd) und 4 Széchenyi tér – Fodor. 1951 wurden die Linien 4 und 5 zur neuen Linie 4 (Fodor – Széchenyi tér – Újszeged) zusammengefasst. Bereits 1952 wurde sie aber wieder in die Linien 4 und 5 aufgetrennt. Zu Beginn des Jahres 1971 wurden die Linien 2 und 4 verbunden. Die Linie 4 verkehrte zwischen Tarján und Ságvári (heute: Kecskés), während die Linie 2 zwischen Radnóti Gimnázium und Petőfitelep verkehrte.
Die Linie 4 verkehrt während der Hauptverkehrszeit montags bis freitags an Schultagen im 10-Minuten-Takt, während der Nebenverkehrszeit sowie während der Schulferien montags bis freitags alle 12 Minuten. Frühmorgens, abends sowie sonn- und feiertags ganztägig wird ein 20-Minuten-Takt angeboten. Samstags wird etwa von 8 Uhr bis 12 Uhr alle 10 Minuten gefahren, in der übrigen Zeit alle 20 Minuten.

## Fahrzeuge

### Tatra KT4D
Die Straßenbahn Szeged setzt 18 Kurzgelenktriebwagen des Typs KT4D ein. Sie kamen in den Jahren 2004 bis 2006 und 2008 bis 2010 gebraucht aus Potsdam und Cottbus nach Szeged. Sie sind in den Jahren 1985 und 1990 gebaut worden und tragen in Szeged die Wagennummern 200 bis 217.

### Tatra T6A2H
13 Triebwagen des Typs T6A2H befinden sich in Szeged im Linienbetrieb. Drei Triebwagen kamen 1997 fabrikneu nach Szeged, im Jahr 1998 folgten weitere zehn. Sie tragen die Wagennummern 900 bis 912.

### Tatra B6A2D
In den Jahren 2009 und 2010 kamen vier Beiwagen des Typs B6A2D gebraucht aus Rostock nach Szeged. Sie waren speziell für den Verkehr mit den Triebwagen T6A2 entwickelt worden und wurden im Jahr 1989 gebaut. Für den Einsatz in Szeged wurden sie zu Triebbeiwagen umgebaut, mit Dachstromabnehmern ausgerüstet und mit einem Antrieb mit IGBT-Transistorsteuerung versehen. Sie tragen die Wagennummern 950 bis 953. Sie werden gekuppelt mit den T6A2H als Traktionen auf den Linien 1, 3 und 4 eingesetzt.

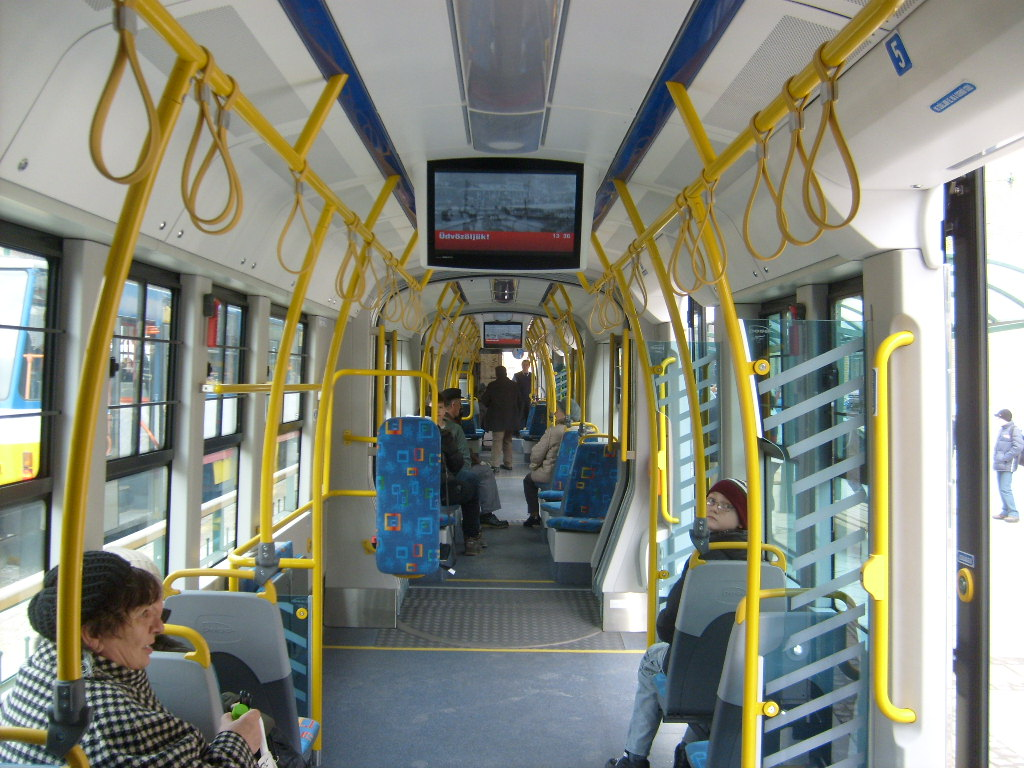
Innenansicht eines PESA 120Nb-Niederflurwagens

### PESA 120Nb
Diese Niederflur-Gelenktriebwagen mit dem Namen Swing Szeged wurden vom polnischen Hersteller PESA Bydgoszcz SA beschafft. Sie sind vollständig niederflurig und bestehen aus fünf Wagenkästen. Wie bei allen Straßenbahnwagen in Szeged handelt es sich um Einrichtungswagen. Sie haben eine Antriebsleistung von 4 × 105 kW, die von Drehstrom-Asynchronmotoren mit IGBT-Steuerung erbracht wird. Sie erreichen eine Höchstgeschwindigkeit von 70 km/h. Der vordere und hintere Kasten läuft auf je einem Triebgestell, der mittlere auf einem Laufgestell. Die Wagen sind insgesamt 30,12 Meter lang und somit die zweitlängsten in Ungarn eingesetzten Straßenbahnwagen. Ihre Kapazität beträgt 208 Fahrgäste (bei fünf Personen pro Quadratmeter), wobei 45 Sitzplätze vorhanden sind. Die Fußbodenhöhe beträgt 350 Millimeter, steigt aber über den Laufwerken auf 480 Millimeter über Schienenoberkante. Am 30. September 2011 traf der erste Wagn des Typs PESA 120Nb in Szeged ein. Insgesamt waren neun Wagen bestellt, der letzte traf am 26. Mai 2012 in Szeged ein. Sie tragen die Wagennummern 100 bis 108.

### Stadler Citylink
Für den Betrieb auf der Tram-train-Linie 1 nach Hódmezővásárhely, die teilweise auf einer nicht elektrifizierten Vollbahnstrecke verkehrt, wurden 12 dreiteilige Regionalstadtbahnwagen des Typs Citylink angeschafft. Von den ungarischen Staatsbahnen werden sie als Baureihe 406 geführt. Zunächst wurden im Jahr 2017 acht Fahrzeuge bestellt, die Option über vier weitere wurde im Jahr 2020 eingelöst. Die ersten acht Fahrzeuge zu insgesamt 17,62 Milliarden Forint (6,395 Millionen Euro pro Fahrzeug) wurden von der Europäischen Union finanziert.
Die Triebwagen werden auf den Stadtstrecken über die Straßenbahnoberleitung mit 600 V Gleichspannung versorgt, auf den fahrleitungslosen durch zwei Dieselgeneratoren. Sie sind 37,2 Meter lang, 2,65 Meter breit und besitzen 92 Sitzplätze. Die Höchstgeschwindigkeit beträgt 100 km/h. Die ersten und dritten Wagenteile verfügen je über zwei Türen pro Seite, der mittlere Teil ist hingegen türlos. Sie ähneln den typgleichen Wagen in Chemnitz, doch mussten die Wagenkästen für Szeged im Bereich der Straßenbahnbahnsteigkanten wegen der Breite der Straßenbahnwagen von nur 2200 mm seitlich eingezogen werden. Die Einstiege an den Wagenenden sind für eine Bahnsteighöhe von 300 mm ausgelegt, die Richtung Wagenmitte für 550 mm. An allen Einstiegen gibt es Schiebetritte zur Spaltüberbrückung.  

## Betriebshof
Der Betriebshof der Straßenbahn Szeged befindet sich an der Linie 1 zwischen den Haltestellen Szilánk und Bahnhof Szeged-Rókus. Er wird sowohl für Straßenbahnwagen als auch für Oberleitungsbusse genutzt.